# Зелена мечеть (Ізнік)
Зелена мечеть (тур. Yeşil Cami) — османська мечеть у місті Ізнік, Туреччина.

## Історія
Зелена мечеть у місті Ізнік є одним із найдавніших прикладів Османської архітектури. Вона була збудована за наказом великого візира Чандарли Кара Халіл Хайреддін-паші (тур. Çandarlı Kara Halil Hayreddin Paşa) султана Мурада I. Її добудував Чандарли Алі-паша, його син і наступник. Надпис на мечеті датується 780—794 роками мусульманського календаря, що відповідає 1378—1391 рокам. Також тут збереглося ім'я архітектора — Хаджі Муса (тур. Hacı Musa).
Мечеть була пошкоджена 1922 року грецькою армією під час Турецької війни за незалежність. Між 1956 та 1969 роками її відбудували. 2015 році була ще одна реставрація мечеті.

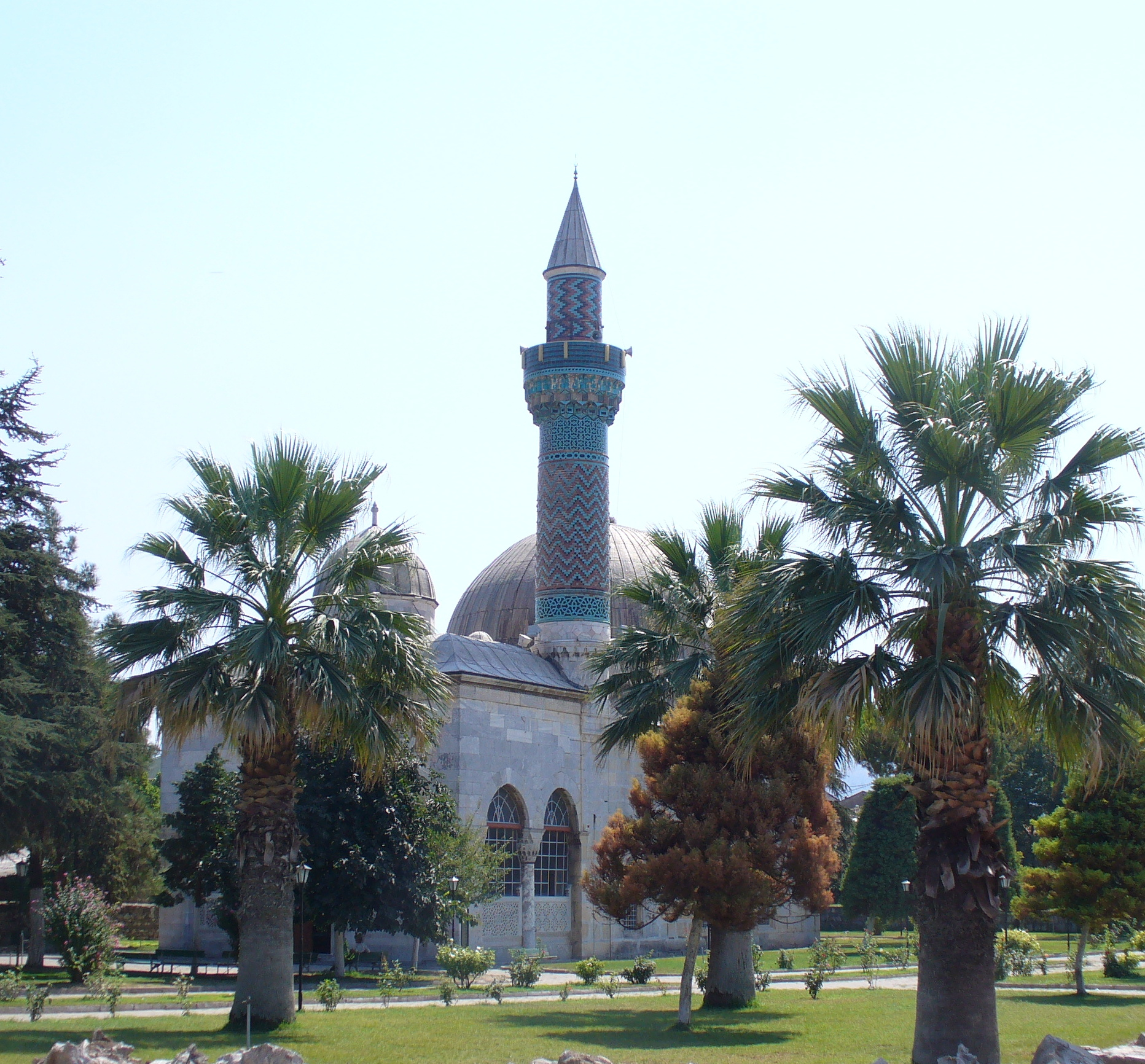

## Опис
Зелена мечеть розташована біля воріт Лефке у східній частині міста. Вона складається із портика та єдиного залу для молитов, над яким є купол, діаметром 10,5 м. Висота купола становить 17,5 м від підлоги, чотири вікна і нижня частина внутрішніх стін вкрита панелями із сірого мармуру.
У мечеті є один мінарет у північно-західному кутку будівлі, декорований глазурованими кахлями теракотового, зеленого, жовтого, бірюзового та темно фіолетового кольорів. Кольорові кахлі мінарету і дали мечеті назву «Зелена» (тур. Yeşil).